# Тајгер Појнт (Флорида)
Тајгер Појнт (енгл. Tiger Point) насељено је место без административног статуса у америчкој савезној држави Флорида.

## Демографија
По попису из 2010. године број становника је 3.090.
| Група             | 2000.    | 2010.         |
| Белци             | 0 (0,0%) | 2.834 (91,7%) |
| Афроамериканци    | 0 (0,0%) | 26 (0,8%)     |
| Азијати           | 0 (0,0%) | 60 (1,9%)     |
| Хиспаноамериканци | 0 (0,0%) | 105 (3,4%)    |
| Укупно            | 0        | 3.090         |